# Шрайбер, Эдуард
Эдуард Шрайбер (словац. Eduard Shreiber; 25 мая 1876, Вена — 17 января 1962, Schönaich, Бавария) — основатель словацкого кинематографа. 

## Биография
Был сыном предпринимателя Йозефа Шрайбера старшего.
В 1896 году начал работать в местечке Ледницке Ровне в поместье отца (где провёл несколько крупных новшеств).
Он внедрил новые технологические элементы и существенно модернизировал поместье.
Также активно способствовал развитию культурной и общественной жизни Ледницки Ровне. Кроме того, Эдуард Шрайбер внёс свой вклад и в развитие словацкого кинематографа. Он снял несколько короткометражных документальных фильмов об окрестностях Ледницке Ровне («Лето на реке Ваг», «Крикет», «Рубка льда» и т. д.). В 1910 году Эдуард Шрайбер снял свой единственный художественный фильм «Похищение», действие которого происходит в местном парке. Эта кинокартина считается первым словацким художественным фильмом.